# Rueda de bicicleta (Marcel Duchamp)
Rueda de bicicleta (originalmente en francés, Roue de bicyclette) es un objeto de arte encontrado del artista francés Marcel Duchamp, que consiste en una rueda de bicicleta en su horquilla sobre un taburete de madera.
En 1913, en su estudio en París, él montó la rueda invertida verticalmente (es decir, la parte que tradicionalmente va arriba hacia abajo, y viceversa) sobre un taburete alto de madera. Posteriormente, negó que su invención tuviera un propósito, aunque es conocida como la primera de sus obras de arte encontrado. “Disfruto mirándolas”, afirmó. “Tanto como disfruto al ver el movimiento del fuego en la chimenea”. No fue hasta que comenzó a crear arte encontrado unos años después en Nueva York que decidió que la Rueda de bicicleta pertenecía a esta categoría; allí realizó la segunda versión.
La versión original de 1913 y la versión de 1916/1917 se perdieron. Duchamp recreó otra versión más en 1951. También se le atribuye a esta obra, ser la primera escultura cinética.